# Macintosh Color Classic
Macintosh Color Classicは、1993年にApple Computerから販売されたパソコン「Macintosh」の一機種。このページでは、派生モデルのPerforma 250や後継機種のColor Classic IIなどについても記述する。

## Color Classic
Classic IIの後継機種として発売された。ただし当時の他のMacintoshシリーズのモデルチェンジでも見られるように、先行のClassic IIも引き続き併売されていた。
 (Compact Macintosh) として初のカラーディスプレイを持ち、ブラウン管として10インチのソニー社トリニトロンが採用された。ロジックボードの仕様としては、同世代のMacintoshであるLC IIと近似しており、メモリやCPUバス、LC ProcessorDirectSlotが互換となっている。LCなどと同様、このスロットにApple IIeカード (Apple IIe Card) を差してAppe II用のディスプレイ (Apple II graphics#High-Resolution (Hi-Res) Graphics) を繋ぎ、ディスプレイを切り替えると、Apple IIeの互換機種として使うことができる。これ以外の拡張カードとして、CPUアクセレータ、イーサネットカード、ビデオカードなどがある。
アメリカ合衆国では本機をベースに付属品などを充実させたMacintosh Performa 250も販売された。
エスプレッソデザイン言語を採用した最初の製品である。

## Color Classic II
Color Classic の後継機種として発売された。
ロジックボードの仕様としては、同世代のMacintoshであるLC IIIと近似しており、メモリやCPUバス、LCIII ProcessorDirectSlotが互換となっている。
本機をベースに付属品などを充実させたMacintosh Performa 275も販売された。

## Mystic
Appleが計画していたとされるColor Classic IIの後継機種の開発コードネームとして愛好家の間では認知されていたことから、意味は転じてColor Classic系のロジックボードを LC575 ないし Performa575 のそれと交換する改造のことをこのように称する。当時普及の始まったインターネットで改造の情報交換が行われたこともあり、愛好家たちの間で流行した。